# Eduard Azarián
Eduard Azarián (Yerevan, RSS de Armenia, 11 de abril de 1958) es un gimnasta artístico armenio retirado, que compitió representado a la Unión Soviética consiguiendo ser campeón olímpico en 1980 y subcampeón mundial en 1978, en ambas ocasiones en el concurso por equipos.

## 1978
En el Mundial celebrado en Estrasburgo (Francia) gana la plata en el concurso por equipos —la Unión Soviética queda tras Japón (oro) y por delante de Alemania del Este (bronce)—; sus cinco compañeros de equipo fueron: Nikolai Andrianov, Aleksandr Tkachyov, Alexander Dityatin, Gennady Krysin y Vladimir Markelov.

## 1980
En los JJ. OO. de Moscú gana el oro en el concurso por equipos —por delante de Alemania del Este y Hungría, y siendo sus compañeros de equipo: Nikolai Andrianov, Aleksandr Tkachyov, Alexander Dityatin, Bogdan Makuts y Vladimir Markelov—